# 파이히아

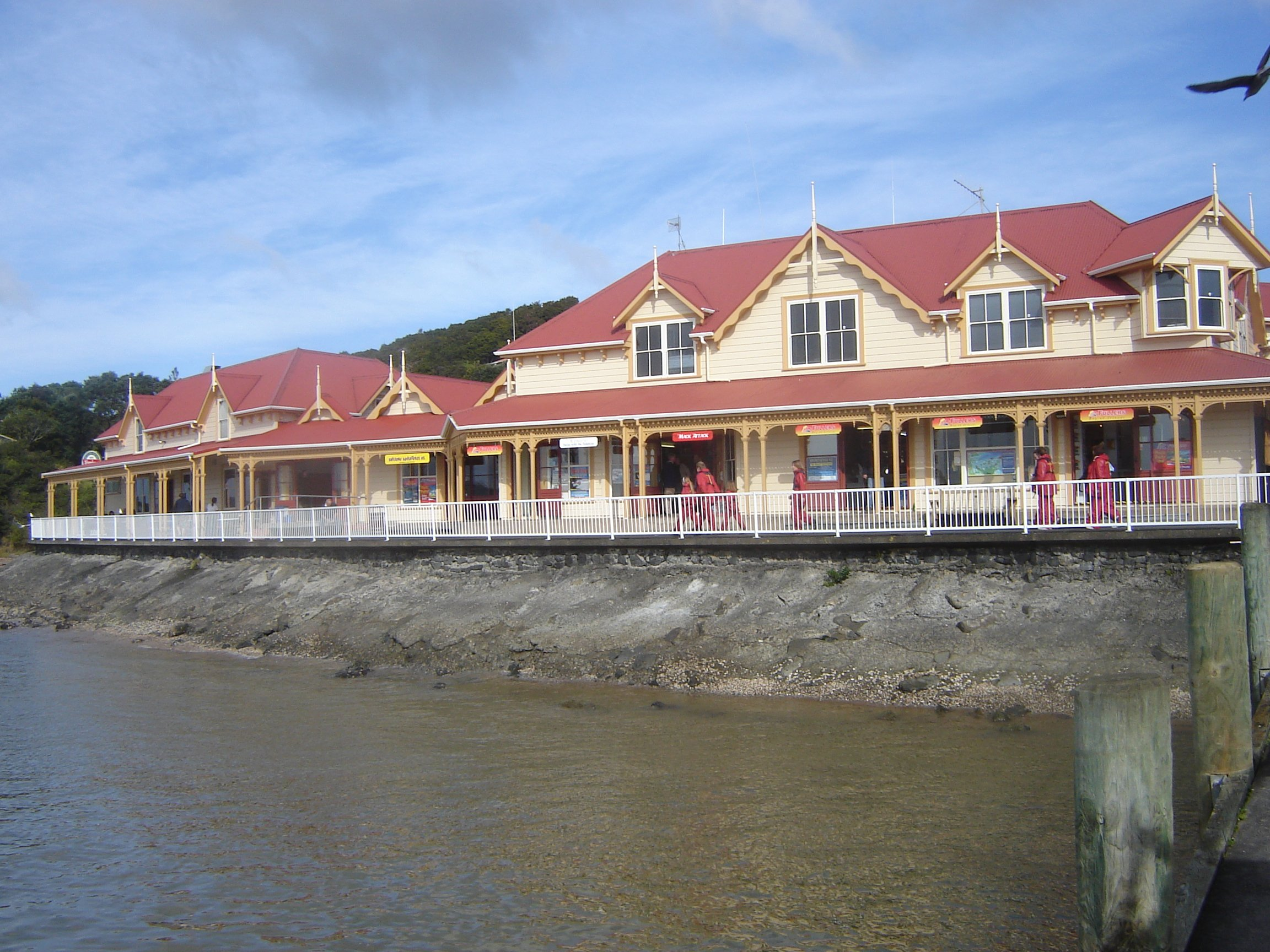
파이히아 해양빌딩

파이히아(Paihia)는 뉴질랜드 북섬 아일랜즈 만에 있는 주요 관광 타운이다. 팡가레이에서 약 60 km 북쪽에 있는 러셀과 케리케리의 역사적인 타운과 가까운 곳에 위치하고 있다. 파이히아라는 이름이 마오리어처럼 들리기는 하지만, 그 기원과 의미는 알려져 있지 않다. 근처에 북쪽으로 와이탕이 조약을 맺었던 와이탕이가 있으며, 주거지와 상업지구인 하루루 폭포와 와테아가 사쪽으로 위치하고 있다. 이곳은 아푸아의 타운이며, 남쪽으로는 작은 주거지인 테 하우미가 있다. 파이히아의 인구는 2006년 인구 센서스를 기준으로 1770명이며, 이 수치는 2001년보다 69명이 감소한 수치이다.

## 역사

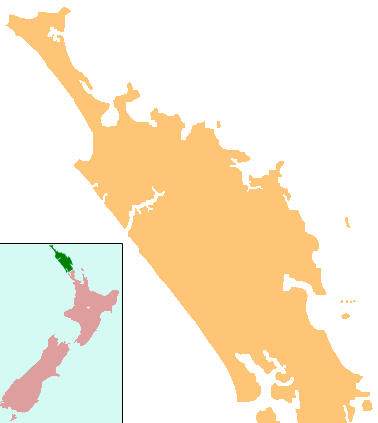
파이히아의 위치

1823년 전도사인 헨리 윌리엄즈가 파이히아에 정착하고, 그 해 뉴질랜드 최초의 교회를 지었다. 1826년 윌리엄 윌리엄즈가 파이히아에 있는 그의 형에게 합류했다. 1838년에는 윌리엄 그랜드 브로튼 주교(오스트레일리아 최초의 그리고 유일한 주교)가 파이히아 전도소에 방문을 해서 최초의 견진성사와 서품식을 했다.
1832년 12월에는 헨리 윌리엄즈가 기록한 뉴질랜드 최초의 크리켓 경기가 열렸다. 1835년에 열리는 크리켓 경기는 찰스 다윈도 관람을 했다. 1835년에는 윌리엄 콜렌소가 뉴질랜드 최초의 인쇄기를 이곳 파아이히아에 설치를 했다.

## 교육
파이히아의 학교는 모두 십분위 계수 4와 168의 롤을 가진 1 ~ 8학년제의 초등학교이다.